# Kleingebiet Edelény
Das Kleingebiet Edelény (ungarisch Edelényi kistérség) war bis Ende 2012 eine ungarische Verwaltungseinheit (LAU 1) innerhalb des Komitats Borsod-Abaúj-Zemplén. Im Zuge der Verwaltungsreform von 2013 gingen 45 Ortschaften in den nachfolgenden Kreis Edelény (ungarisch Edelényi járás) über, zwei Ortschaften wurden dem Kreis Putnok  (ungarisch Putnoki járás) zugeordnet.
Ende 2012 lebten auf einer Fläche von 783,23 km² 34.844 Einwohner. Der Verwaltungssitz befand sich in Edelény.

## Städte
- Edelény (10.030 Ew.)
- Szendrő (4.228 Ew.)

## Gemeinden
| Abod             | Aggtelek        | Balajt        | Becskeháza   | Bódvalenke   |
| Bódvarákó        | Bódvaszilas     | Boldva        | Borsodszirák | Damak        |
| \|Debréte        | Égerszög        | Galvács       | Hangács      | Hegymeg      |
| Hidvégardó       | Irota           | Jósvafő       | Komjáti      | Ládbesenyő   |
| Lak              | Martonyi        | Meszes        | Nyomár       | Perkupa      |
| Rakaca           | Rakacaszend     | Szakácsi      | Szalonna     | Szendrőlád   |
| Szin             | Szinpetri       | Szögliget     | Szőlősardó   | Szuhogy      |
| Teresztenye      | Tomor           | Tornabarakony | Tornakápolna | Tornanádaska |
| Tornaszentandrás | Tornaszentjakab | Varbóc        | Viszló       | Ziliz        |